# Funky 4 U
『Funky 4 U』（ファンキー フォー ユー）は、日本のヒップホップグループであるMELLOW YELLOWのMCであるKOHEI JAPANの2枚目のソロアルバムである。発売元はインディーズレコード会社のファイルレコード。

## 収録曲
1. 始まり Part.2
2. 広平レボリューション
3. Funky 4 U　feat. Mummy-D from Rhymester
4. MY KANGOL　feat. DJ BEAT
5. トゥギャザーフォエヴァー
6. R.A.M (Round Around Me)
7. ワンルームぶる～す
8. 男は…まァまァつらいよ
9. スパンキー☆スパンクのテーマ　feat. Spanky Spank
10. アダルトコンテンポラリー
11. ラストヴァース　feat. LITTLE
12. ライミン イズ マイライフ Vol.1
13. 幡ヶ谷スウィンギン